# Saint-Jean-Ligoure
Pour les articles homonymes, voir Saint-Jean.
Saint-Jean-Ligoure est une commune française située dans le département de la Haute-Vienne en région Nouvelle-Aquitaine.

### Localisation

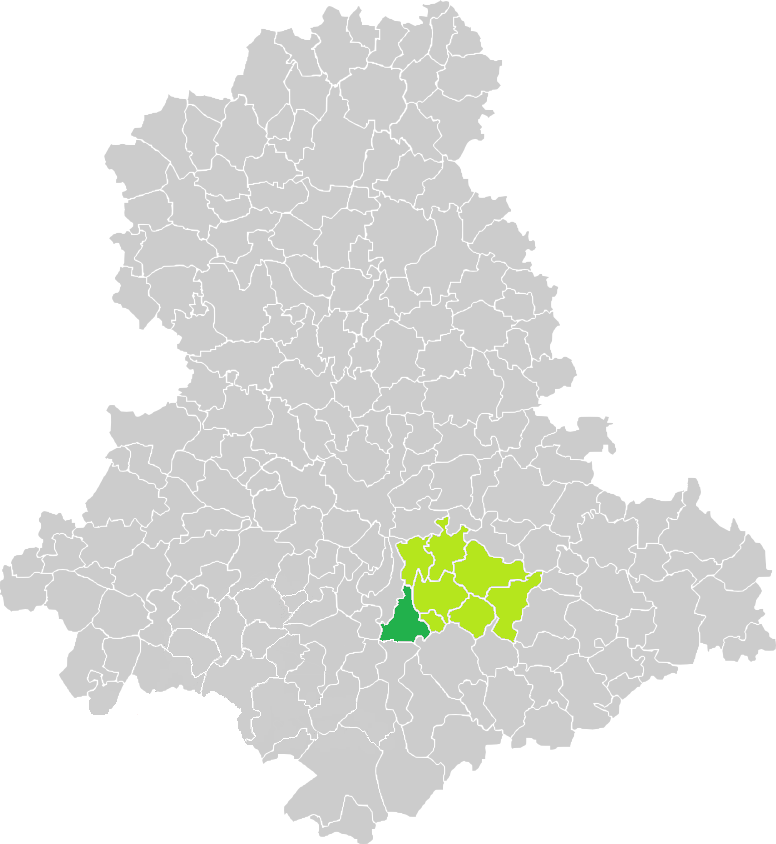
Situation de la commune de Saint-Jean-Ligoure en Haute-Vienne.

## Géographie

### Communes limitrophes
Les communes limitrophes sont Janailhac, Boisseuil, Pierre-Buffière, Saint-Hilaire-Bonneval, Saint-Maurice-les-Brousses, Saint-Priest-Ligoure, Vicq-sur-Breuilh et Le Vigen.
| Le Vigen                   | Boisseuil            | Saint-Hilaire-Bonneval |
| Saint-Maurice-les-Brousses | Saint-Jean-Ligoure   | Pierre-Buffière        |
| Janailhac                  | Saint-Priest-Ligoure | Vicq-sur-Breuilh       |

### Hydrographie
La commune est traversée par la Ligoure.

### Hameaux et écarts
La commune compte plusieurs villages, hameaux, écarts, lieux-dits : Esselet, Samie, les Champs, Lalet, la Ribeyrolle, Laplaud, Labrousse, le Pertuis, Chabreuil, l'Age du Bois, Luret, Lauterie, les Plagnes, etc.

### Climat
Pour des articles plus généraux, voir Climat de la Nouvelle-Aquitaine et Climat de la Haute-Vienne.
Historiquement, la commune est exposée à un climat océanique limousin.  
En 2020, Météo-France publie une typologie des climats de la France métropolitaine dans laquelle la commune est exposée à un climat océanique altéré et est dans la région climatique  Ouest et nord-ouest du Massif Central, caractérisée par une pluviométrie annuelle de 900 à 1 500 mm, maximale en automne et en hiver.
Pour la période 1971-2000, la température annuelle moyenne est de 11,6 °C, avec une amplitude thermique annuelle de 15 °C. Le cumul annuel moyen de précipitations est de 1 052 mm, avec 13,7 jours de précipitations en janvier et 7,6 jours en juillet. Pour la période 1991-2020, la température moyenne annuelle observée sur la station météorologique la plus proche, située sur la commune de Nexon à 10 km à vol d'oiseau, est de 11,9 °C et le cumul annuel moyen de précipitations est de 1 011,0 mm,. Pour l'avenir, les paramètres climatiques de la commune estimés pour 2050 selon différents scénarios d’émission de gaz à effet de serre sont consultables sur un site dédié publié par Météo-France en novembre 2022.

## Urbanisme

### Typologie
Au 1er janvier 2024, Saint-Jean-Ligoure est catégorisée commune rurale à habitat très dispersé, selon la nouvelle grille communale de densité à sept niveaux définie par l'Insee en 2022.
Elle est située hors unité urbaine. Par ailleurs la commune fait partie de l'aire d'attraction de Limoges, dont elle est une commune de la couronne,. Cette aire, qui regroupe 127 communes, est catégorisée dans les aires de 200 000 à moins de 700 000 habitants,.

### Occupation des sols
L'occupation des sols de la commune, telle qu'elle ressort de la base de données européenne d’occupation biophysique des sols Corine Land Cover (CLC), est marquée par l'importance des territoires agricoles (92,9 % en 2018), une proportion sensiblement équivalente à celle de 1990 (93,2 %). La répartition détaillée en 2018 est la suivante : 
prairies (46,9 %), zones agricoles hétérogènes (39,9 %), forêts (7,1 %), terres arables (6 %). L'évolution de l’occupation des sols de la commune et de ses infrastructures peut être observée sur les différentes représentations cartographiques du territoire : la carte de Cassini (XVIIIe siècle), la carte d'état-major (1820-1866) et les cartes ou photos aériennes de l'IGN pour la période actuelle (1950 à aujourd'hui).

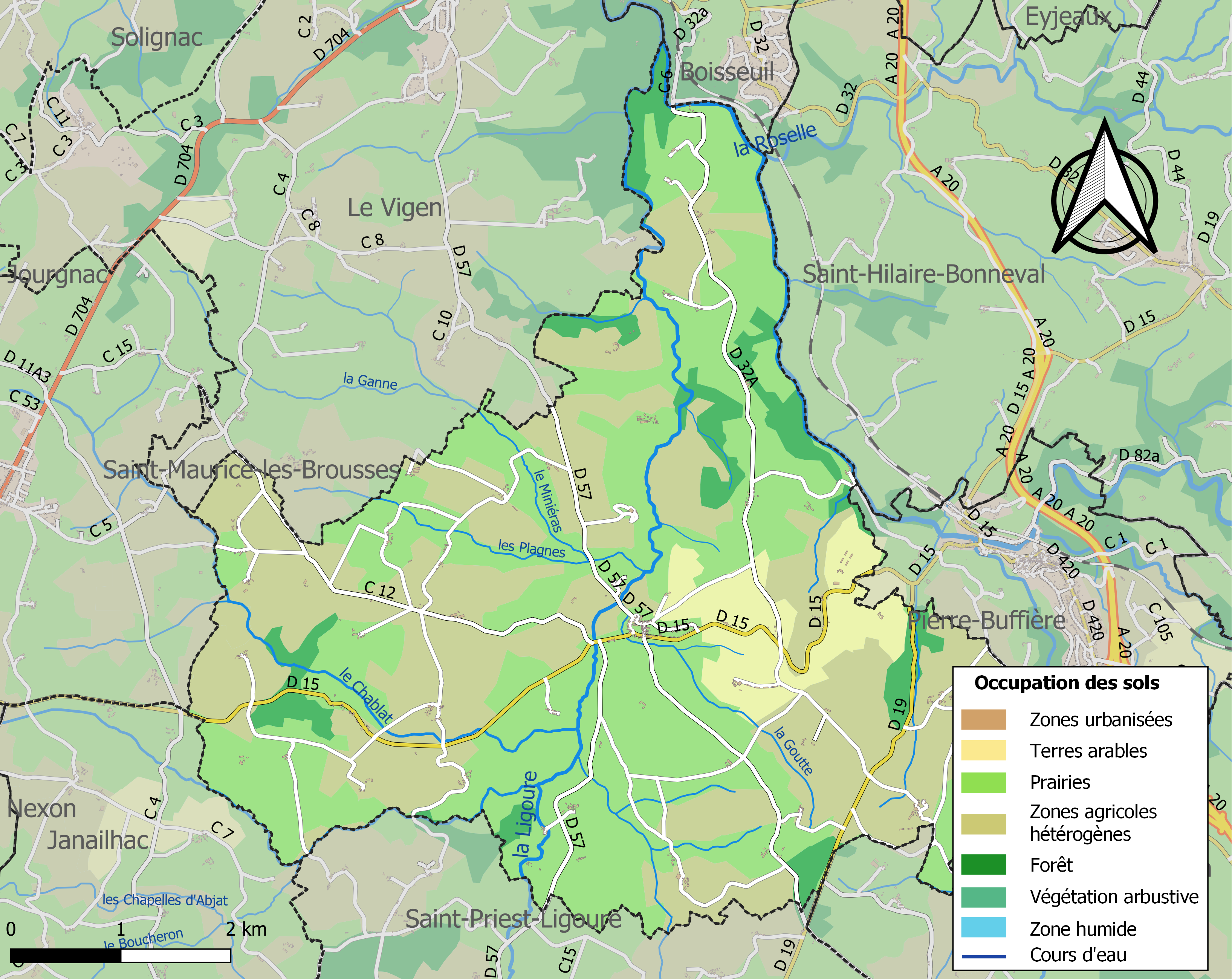
Carte des infrastructures et de l'occupation des sols de la commune en 2018 (CLC).

### Risques majeurs
Le territoire de la commune de Saint-Jean-Ligoure est vulnérable à différents aléas naturels : météorologiques (tempête, orage, neige, grand froid, canicule ou sécheresse), inondations et séisme (sismicité faible). Un site publié par le BRGM permet d'évaluer simplement et rapidement les risques d'un bien localisé soit par son adresse soit par le numéro de sa parcelle.
Certaines parties du territoire communal sont susceptibles d’être affectées par le risque d’inondation par débordement de cours d'eau, notamment la Briance, la Roselle, la Breuilh et la Ligoure. La commune a été reconnue en état de catastrophe naturelle au titre des dommages causés par les inondations et coulées de boue survenues en 1982, 1993 et 1999,. Le risque inondation est pris en compte dans l'aménagement du territoire de la commune par le biais du plan de prévention des risques inondation (PPRI) « Ligoure », approuvé le 28 avril 2008.

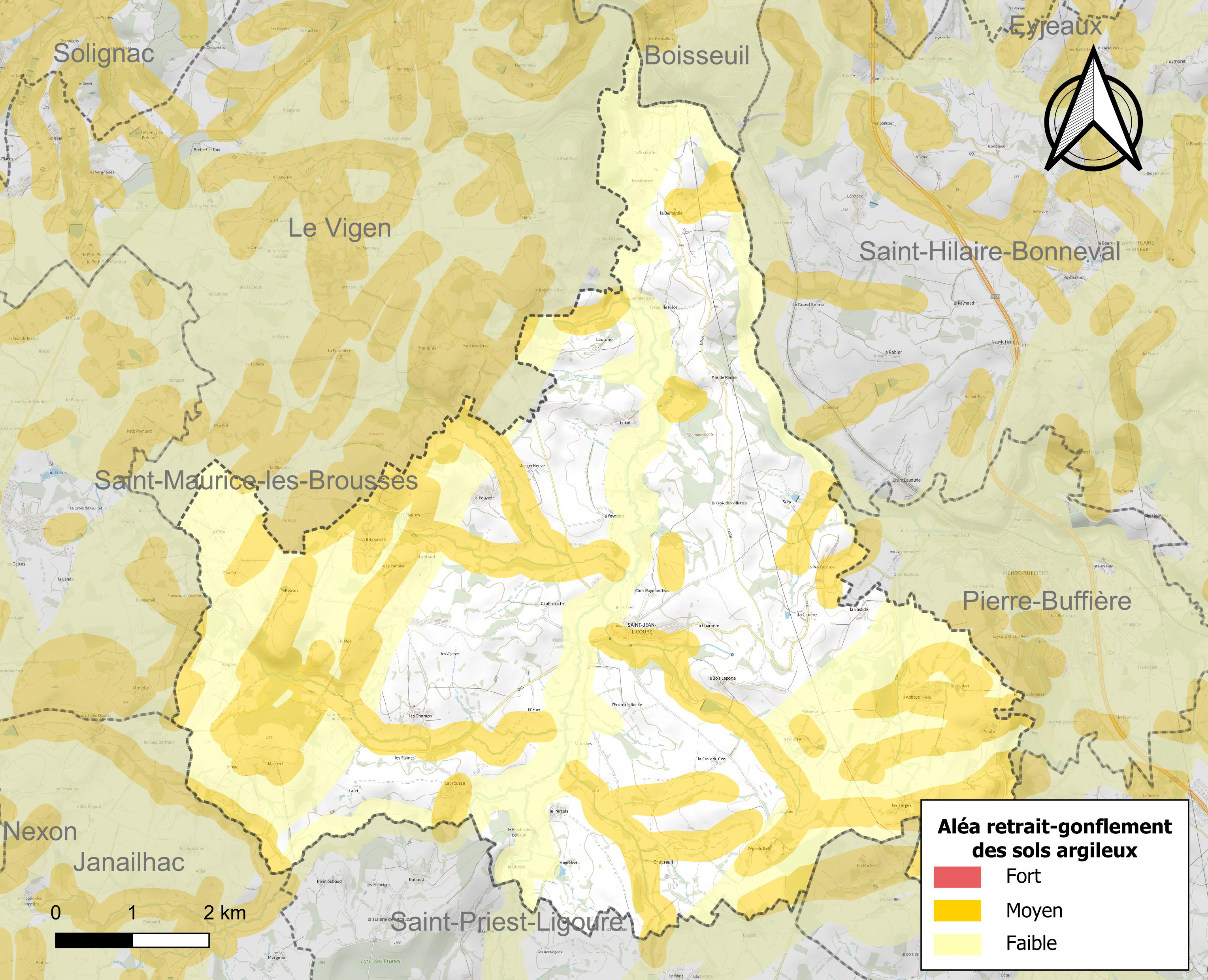
Carte des zones d'aléa retrait-gonflement des sols argileux de Saint-Jean-Ligoure.

Le retrait-gonflement des sols argileux est susceptible d'engendrer des dommages importants aux bâtiments en cas d’alternance de périodes de sécheresse et de pluie. 32,6 % de la superficie communale est en aléa moyen ou fort (27 % au niveau départemental et 48,5 % au niveau national métropolitain). Depuis le 1er octobre 2020, en application de la loi ÉLAN, différentes contraintes s'imposent aux vendeurs, maîtres d'ouvrages ou constructeurs de biens situés dans une zone classée en aléa moyen ou fort,.
La commune a été reconnue en état de catastrophe naturelle au titre des dommages causés par des mouvements de terrain en 1999.

## Toponymie
En limousin, la langue régionale anciennement parlée localement, son nom se prononce « San Jouan Ligouro » et s'écrit ainsi en graphie mistralienne (phonétique) tandis qu'il s'écrit Sant Joan Ligora en graphie classique.

## Histoire

### Protohistoire
Un atelier de bijoux en lignite (jais) datant de la fin du IVe - début Ve siècle av. J.-C. (phase tardive du Premier âge du fer) été trouvé à Chalucet.

### Moyen-Âge
Sur son territoire se trouve le château de Chalucet (ou Chalusset).

## Politique et administration

### Liste des maires
| Période                                  | Période  | Identité          | Étiquette | Qualité |
| ---------------------------------------- | -------- | ----------------- | --------- | ------- |
| avant 1981                               | ?        | Léon Cacoye       | PCF       |         |
| 2001                                     | 2008     | Michèle Gualde    |           |         |
| 2008                                     | En cours | Didier Marcellaud | PS        |         |
| Les données manquantes sont à compléter. |          |                   |           |         |

### Politique environnementale
Dans son palmarès 2024, le Conseil national de villes et villages fleuris de France a attribué deux fleurs à la commune.

## Démographie

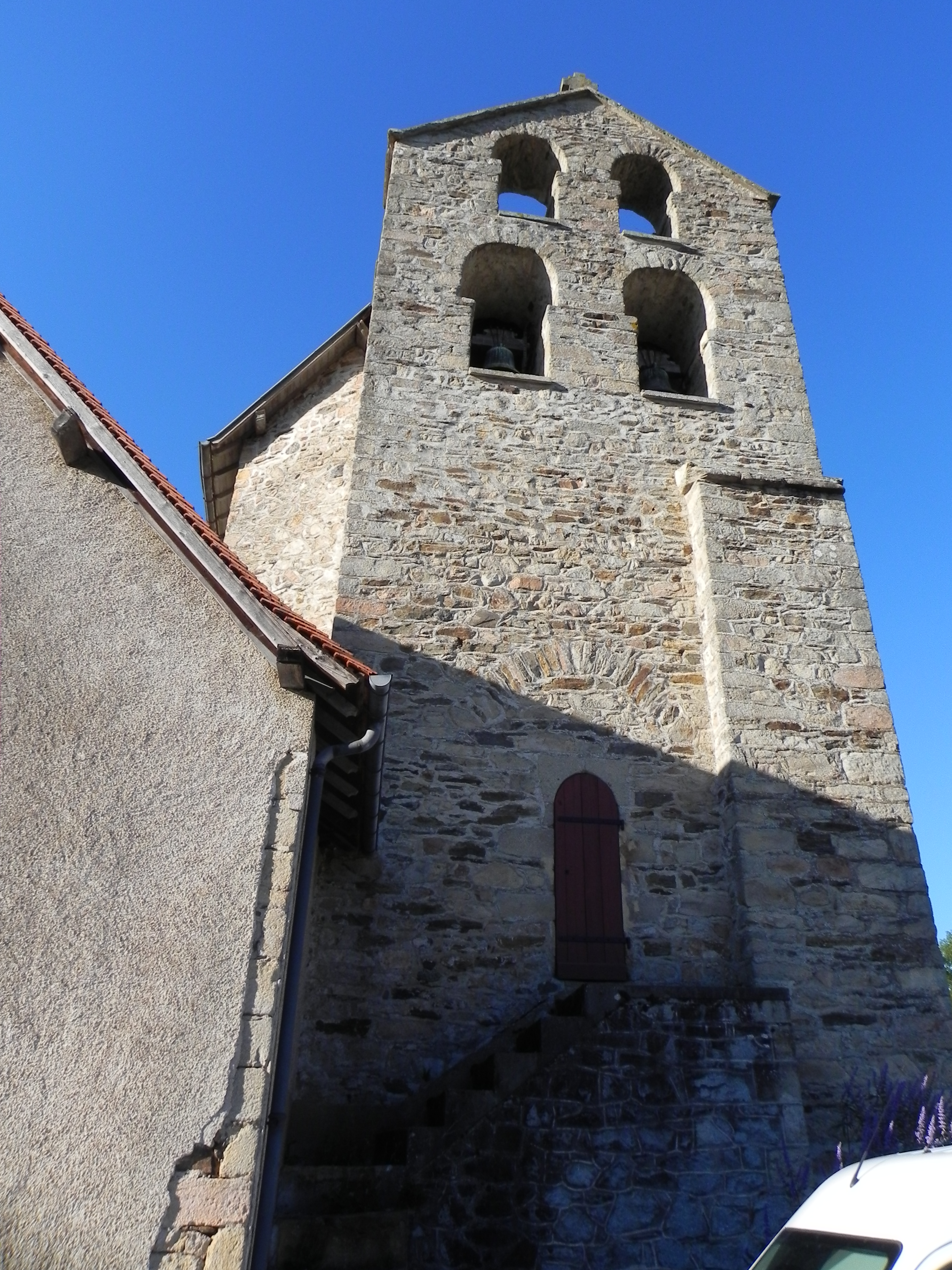
Église Saint-Jean-Baptiste

L'évolution du nombre d'habitants est connue à travers les recensements de la population effectués dans la commune depuis 1793. Pour les communes de moins de 10 000 habitants, une enquête de recensement portant sur toute la population est réalisée tous les cinq ans, les populations de référence des années intermédiaires étant quant à elles estimées par interpolation ou extrapolation. Pour la commune, le premier recensement exhaustif entrant dans le cadre du nouveau dispositif a été réalisé en 2008.

En 2022, la commune comptait 489 habitants, en évolution de −7,39 % par rapport à 2016 (Haute-Vienne : −0,68 %, France hors Mayotte : +2,11 %).
| 1793 | 1800 | 1806 | 1821 | 1831  | 1836  | 1841  | 1846  | 1851  |
| ---- | ---- | ---- | ---- | ----- | ----- | ----- | ----- | ----- |
| 717  | 939  | 947  | 949  | 1 026 | 1 026 | 1 036 | 1 063 | 1 056 |

| 1856  | 1861  | 1866  | 1872  | 1876  | 1881  | 1886  | 1891  | 1896  |
| ----- | ----- | ----- | ----- | ----- | ----- | ----- | ----- | ----- |
| 1 054 | 1 012 | 1 010 | 1 015 | 1 046 | 1 069 | 1 091 | 1 073 | 1 071 |

| 1901  | 1906  | 1911  | 1921 | 1926 | 1931 | 1936 | 1946 | 1954 |
| ----- | ----- | ----- | ---- | ---- | ---- | ---- | ---- | ---- |
| 1 073 | 1 080 | 1 055 | 945  | 897  | 849  | 818  | 740  | 721  |

| 1962 | 1968 | 1975 | 1982 | 1990 | 1999 | 2006 | 2008 | 2013 |
| ---- | ---- | ---- | ---- | ---- | ---- | ---- | ---- | ---- |
| 653  | 572  | 448  | 481  | 436  | 419  | 413  | 411  | 500  |

| 2018 | 2022 | - | - | - | - | - | - | - |
| ---- | ---- | - | - | - | - | - | - | - |
| 503  | 489  | - | - | - | - | - | - | - |

## Lieux et monuments
- Église Saint-Jean-Baptiste de Saint-Jean-Ligoure. Le clocher à arcades ; le portail occidental ; la retombée des voûtes primitives avec leurs chapiteaux et leurs culots ; l'arc triomphal du chœur et l'enfeu du mur Nord de la nef ont été inscrits au titre des monuments historiques en 1983[27]. L'église Saint-Jean-Baptiste, en totalité a été inscrite au titre des monuments historiques en 2019[27].
- Château de Chalucet
- Monument aux morts

## Personnalités liées à la commune
Les principales personnalités liées à la commune sont les suivantes :
- Arnaud Bernard et Bernard de Jaunhac qui ont en 1132 été les premiers bâtisseurs du château de Chalucet à la demande d'Eustorge évêque de Limoges sur les terres de l'abbaye de Solignac. L'abbé de Solignac était également de la famille Bernard, branche cadette des vicomtes de Limoges descendante de Charlemagne ;
- Géraud de Maulmont, conseiller de la vicomtesse de Limoges, ministre de Philippe le Bel, chapelain particulier du pape. Il a reconstruit entièrement le château haut de Châlusset pour en faire la plus grande forteresse limousine sous la forme d'un palais richement équipé ;
- Perrot le Béarnais, chef de routiers du parti anglais qui s'empara de la forteresse à la fin du XIVe siècle ;
- Henry de Sully (1282-1336) qui reçut Châlusset en apanage, neveu de Henri de Sully, archevêque de Bourges, bâtisseur de Notre-Dame de Paris ;
- Aimeric de Lur, fondateur de l'hôstel (petit-château) sur la motte castrale de Saint-Jean-Ligoure époux avant 1160 de Agnes, fille de Pierre Bernard, lui-même fils du premier bâtisseur de Châlusset, auteur de la famille de Lur-Saluces, propriétaire pendant cinq siècles jusqu'en 1999 du Château-Yquem ;
- Henri IV, roi de France qui fut seigneur de Châlusset, héritage des d'Albret par sa mère reine de Navarre et vicomtesse de Limoges ; les d'Albret étaient les descendants des Sully ;
- le général Georges de Vanteau, héritier, dans la seconde moitié du XIXe siècle, de l'hôstel des Lur, abrita dans les communs une écurie de chevaux de courses ;
- le docteur en médecine et pharmacie Michel Legros, l'un des inventeurs du vaccin contre les piqûres de serpent, venait passer ses vacances au début du XXe siècle dans l'ancienne maison Roche (famille de sa mère), face à l'entrée de l'hôstel de Lur, appelé le château de Saint-Jean-Ligoure.
- Pierre-Benoît de Jumilhac (1611-1682), musicologue, y est né.

## Pour approfondir